# Alice i Eventyrland (film fra 1915)
 For alternative betydninger, se Alice i Eventyrland (flertydig). (Se også artikler, som begynder med Alice i Eventyrland)
Alice i Eventyrland er en amerikansk stumfilm i sort-hvid fra 1915, som er en tilpasning af Lewis Carrolls klassiske roman, Alice i Eventyrland, instrueret og skrevet af W.W. Young og med skuespilleren Viola Savoy som Alice.